# Jorrit Bergsma
Jacob Jorrit Bergsma (Oldeboorn, 1º febbraio 1986) è un pattinatore di velocità su ghiaccio olandese.

## Palmarès

### Giochi olimpici invernali
- 3 medaglie:
  - 1 oro (10000 m a Soči 2014);
  - 1 argento (10000 m a Pyeongchang 2018);
  - 1 bronzo (5000 m a Soči 2014).

### Mondiali distanza singola
- 13 medaglie:
  - 5 ori (10000 m a Soči 2013; 10000 m a Heerenveen 2015; inseguimento a squadre a Gangneung 2017; 10000 m a Inzell 2019; mass start a Salt Lake City 2020);
  - 8 argenti (10000 m a Heerenveen 2012; 5000 m a Soči 2013; 5000 m a Heerenveen 2015; 5000 m a Kolomna 2016; 5000 m e 10000 m a Gangneung 2017; 10000 m a Heerenveen 2021; 10000 m a Heerenveen 2023).

### Coppa del Mondo
- Vincitore della Grand World Cup nel 2013.
- Vincitore della Coppa del Mondo di lunghe distanze nel 2013, nel 2014, nel 2015 e nel 2017.
- Miglior piazzamento nella Coppa del Mondo di mass start: 2º nel 2014.
- 45 podi (16 individuali, 6 a squadre):
  - 22 vittorie (16 individuali, 6 a squadre);
  - 17 secondi posti (tutti individuali);
  - 6 terzi posti (tutti individuali).

#### Coppa del Mondo - vittorie
| Data             | Luogo      | Stato       | Disciplina                                                    |
| ---------------- | ---------- | ----------- | ------------------------------------------------------------- |
| 19 novembre 2011 | Čeljabinsk | Russia      | 5000 m                                                        |
| 3 dicembre 2011  | Heerenveen | Paesi Bassi | 10000 m                                                       |
| 11 marzo 2012    | Berlino    | Germania    | Mass start                                                    |
| 25 novembre 2012 | Kolomna    | Russia      | Mass start                                                    |
| 1º dicembre 2012 | Astana     | Kazakistan  | Inseguimento a squadre (con Koen Verweij e Jan Blokhuijsen)   |
| 2 dicembre 2012  | Astana     | Kazakistan  | 10000 m                                                       |
| 2 marzo 2013     | Erfurt     | Germania    | Inseguimento a squadre (con Koen Verweij e Sven Kramer)       |
| 7 dicembre 2013  | Berlino    | Germania    | Inseguimento a squadre (con Douwe de Vries e Jan Blokhuijsen) |
| 8 dicembre 2013  | Berlino    | Germania    | 5000 m                                                        |
| 7 marzo 2014     | Inzell     | Germania    | 5000 m                                                        |
| 16 marzo 2014    | Heerenveen | Paesi Bassi | 5000 m                                                        |
| 6 dicembre 2014  | Berlino    | Germania    | 5000 m                                                        |
| 14 dicembre 2014 | Heerenveen | Paesi Bassi | Mass start                                                    |
| 31 gennaio 2015  | Hamar      | Norvegia    | 5000 m                                                        |
| 21 marzo 2015    | Erfurt     | Germania    | 5000 m                                                        |
| 5 dicembre 2015  | Inzell     | Germania    | 5000 m                                                        |
| 11 dicembre 2015 | Heerenveen | Paesi Bassi | Inseguimento a squadre (con Sven Kramer e Jan Blokhuijsen)    |
| 12 novembre 2016 | Harbin     | Cina        | Mass start                                                    |
| 19 novembre 2016 | Nagano     | Giappone    | Inseguimento a squadre (con Sven Kramer e Douwe de Vries)     |
| 20 novembre 2016 | Nagano     | Giappone    | Mass start                                                    |
| 11 dicembre 2016 | Heerenveen | Paesi Bassi | 10000 m                                                       |
| 11 marzo 2017    | Stavanger  | Norvegia    | 5000 m                                                        |
| 11 marzo 2017    | Stavanger  | Norvegia    | Inseguimento a squadre (con Douwe de Vries e Evert Hoolwerf)  |